# Rhynchosia foliosa
Rhynchosia foliosa là một loài thực vật có hoa trong họ Đậu. Loài này được Markotter miêu tả khoa học đầu tiên.